# Aristida macrantha
Aristida macrantha är en gräsart som beskrevs av Eduard Hackel. Aristida macrantha ingår i släktet Aristida och familjen gräs.
Artens utbredningsområde är Paraguay. Inga underarter finns listade i Catalogue of Life.